# Sara Wennerblom Arén
Sara Wennerblom Arén, född 28 juni 1971 i Uddevalla, är en svensk programledare.
Wennerblom Arén har bland annat lett programmen Filmkrönikan (2000–2003) och Nyhetsbyrån på Sveriges Television. Hösten 2012 ledde hon Pratshowen, ett program på SVT Play kopplat till Debatt som kommenterade debatten kring aktuella händelser. Wennerblom Arén har även haft uppdrag på Sveriges Radio där hon bland annat hållit i kulturprogrammet Nya vågen och gett filmtips i P4:s Mannheimer & Tengby.
Hon har verkat som redaktör för Niklas mat och som frågeredaktör för Vem vet mest?. År 2022 gjorde hon tv-dokumentären Laleh – Välkommen hem, om Laleh Pourkarim.